# Морель Родригес, Клаудио
Кла́удио Марсе́ло Море́ль Родри́гес (исп. Claudio Marcelo Morel Rodríguez; 2 февраля 1978, Асунсьон, Парагвай) — парагвайский футболист, защитник. Выступал в сборной Парагвая.

## Биография
Клаудио родился в семье футболиста, победителя Кубка Америки 1979 года нападающего сборной Парагвая Эухенио Мореля. Однако, в отличие от отца, Клаудио Марсело решил стать защитником.
Морель Родригес — один из самых титулованных футболистов в современном футболе. В составе двух аргентинских клубов, за которые он выступал, он выиграл все возможные трофеи в современном южноамериканском футболе. С обоими клубами он становился чемпионом Аргентины. В 2007 году Морель Родригес принял участие в составе сборной Парагвая в Кубке Америки. По итогам опроса, Морель Родригес стал вторым футболистом Южной Америки 2007 года, уступив лишь соотечественнику Сальвадору Кабаньясу. Также вошёл в символическую сборную Южной Америки 2007 года.
В 2010-2012 годах Морель Родригес выступал за клуб «Депортиво» из города Ла-Корунья, после чего перешёл в аргентинский «Индепендьенте». В 2014 году в возрасте 36 лет дебютировал в чемпионате родного Парагвая за команду «Соль де Америка».

## Титулы
| Год  | Клуб         | Трофей                       |
| ---- | ------------ | ---------------------------- |
| 2001 | Сан-Лоренсо  | Кубок Меркосур               |
| 2001 | Сан-Лоренсо  | Чемпион Аргентины (Клаусура) |
| 2002 | Сан-Лоренсо  | Южноамериканский кубок       |
| 2004 | Бока Хуниорс | Южноамериканский кубок       |
| 2005 | Бока Хуниорс | Рекопа Южной Америки         |
| 2005 | Бока Хуниорс | Чемпион Аргентины (Апертура) |
| 2005 | Бока Хуниорс | Южноамериканский кубок       |
| 2006 | Бока Хуниорс | Чемпион Аргентины Клаусура   |
| 2006 | Бока Хуниорс | Южноамериканский кубок       |
| 2007 | Бока Хуниорс | Кубок Либертадорес           |
| 2008 | Бока Хуниорс | Рекопа Южной Америки         |